# Obi (Nigeria)
Pour les articles homonymes, voir Obi (homonymie).
Obi est une ville et une zone de gouvernement local de l'État de Benue au Nigeria,.

## Source
- (en) Cet article est partiellement ou en totalité issu de l’article de Wikipédia en anglais intitulé « Obi, Nigeria » (voir la liste des auteurs).